# ウォルター・デュークス
ウォルター・F・デュークス (Walter F. Dukes, 1930年6月23日 - 2001年3月13日) は1950年代のアメリカ合衆国の元バスケットボール選手。出身地はニューヨーク州ロチェスター、出身大学はシートン・ホール大学。1950年代のアメリカ男子バスケットボールリーグNBAのデトロイト・ピストンズで活躍した。

## 経歴
シートン・ホール大学でプレイしたデュークスは最終学年の1952-53シーズンには平均26.2得点22.2リバウンドを記録し、通算734リバウンドはNCAAデビジョン1の新記録となった。同校もデュークスとスターガードのリッチー・リーガンに率いられ、1952年のNITには決勝まで進出するが、トム・ゴーラ擁するラ・サール大学の前に敗れる。しかし翌シーズンは31勝2敗の成績を収め、NIT優勝も果たし、デュークスはオールアメリカンに選ばれた。
この年のドラフトではニューヨーク・ニックスから地域ドラフトによる指名を受けるが、デュークスは大学卒業後はエキシビジョンチームのハーレム・グローブトロッターズと年25,000ドルの契約を結び、2年間を同チームで過ごした。

### NBAキャリア
デュークスは1955年にニューヨーク・ニックスに入団する。当時としては破格の長身と大学時代の目覚しい活躍により、後世に「ウィルト・チェンバレン以前のウィルト・チェンバレン」とまで言わしめたが、NBA入り後は膝の故障に見舞われ、本来の実力を発揮できなくなったデュークスは"職人"としての選手キャリアを歩むことになる。
ニックスでの1年目から故障に見舞われたデュークスは7.8得点7.4リバウンドと成績は振るわず、1シーズンでミネアポリス・レイカーズにトレードされることになった。レイカーズではクライド・ラブレットのサポート役として10.1得点11.2リバウンドを記録するも、やはり1シーズンでデトロイト・ピストンズに移籍している。
ピストンズ移籍後も毎シーズン平均ダブル・ダブルを稼ぐ選手として活躍。1959-60シーズンにはキャリアハイとなる15.2得点13.4リバウンドを記録し、初のオールスターにも選ばれた。ピストンズで6シーズンプレイし、1962-63シーズンを最後にNBAから引退した。
NBA通算成績は8シーズン553試合の出場で、5,765得点（平均10.4得点）6,223リバウンド（平均11.3リバウンド）だった。デュークスのプレースタイルの特徴として、ファウル数の多さがあげられる。1957-58シーズンと1959年には2年連続通算ファウル数でリーグトップとなり、また4シーズン連続で通算ファウルアウト数でリーグトップとなっている。8シーズンの間で計121回のファウルアウトはヴァーン・ミッケルセンに次ぐリーグ2番目の記録である。

### 引退後
引退後はニューヨークの法律学校に通い、弁護士となるが、1975年には無許可のまま弁護士を続けていたことが発覚し、有罪判決を受けている。
2001年3月に亡くなる。70歳だった。自宅で死後1ヶ月以上経って警察に発見されたため、正確な死亡時期は分かっていない。

## 個人成績

### レギュラーシーズン
| Season   | Team     | GP  | MPG  | FG%  | FT%  | RPG  | APG | PPG  |
| -------- | -------- | --- | ---- | ---- | ---- | ---- | --- | ---- |
| 1955–56  | NYK      | 60  | 21.5 | .403 | .708 | 7.4  | .7  | 7.8  |
| 1956–57  | MNL      | 71  | 26.3 | .364 | .689 | 11.2 | .8  | 10.1 |
| 1957–58  | DET      | 72  | 30.3 | .349 | .675 | 13.3 | .7  | 11.2 |
| 1958–59  | DET      | 72  | 32.5 | .352 | .657 | 13.3 | .9  | 13.0 |
| 1959–60  | DET      | 66  | 32.4 | .361 | .740 | 13.4 | 1.2 | 15.2 |
| 1960–61  | DET      | 73  | 28.0 | .405 | .703 | 14.1 | 1.9 | 11.7 |
| 1961–62  | DET      | 77  | 24.6 | .396 | .715 | 10.4 | 1.6 | 9.4  |
| 1962–63  | DET      | 62  | 14.7 | .325 | .737 | 5.8  | .9  | 4.3  |
| Career   | Career   | 553 | 26.5 | .369 | .700 | 11.3 | 1.1 | 10.4 |
| All-Star | All-Star | 2   | 21.5 | .313 | .667 | 9.5  | 1.0 | 6.0  |

### プレーオフ
| Year   | Team   | GP | MPG  | FG%  | FT%   | RPG  | APG | PPG  |
| ------ | ------ | -- | ---- | ---- | ----- | ---- | --- | ---- |
| 1957   | MNL    | 5  | 35.4 | .421 | .741  | 14.8 | 1.0 | 13.6 |
| 1958   | DET    | 7  | 40.9 | .366 | .661  | 13.9 | .6  | 15.9 |
| 1959   | DET    | 3  | 37.7 | .500 | .765  | 13.3 | 1.0 | 14.3 |
| 1960   | DET    | 2  | 39.0 | .516 | .727  | 16.5 | 1.0 | 24.0 |
| 1961   | DET    | 5  | 30.4 | .377 | .556  | 9.8  | 2.2 | 10.0 |
| 1962   | DET    | 10 | 34.7 | .429 | .754  | 13.8 | 2.4 | 12.4 |
| 1963   | DET    | 3  | 2.7  | –    | 1.000 | .3   | .7  | 1.0  |
| Career | Career | 35 | 33.2 | .416 | .711  | 12.3 | 1.5 | 12.8 |